# Люцерна каменистая
Люцерна каменистая, или Люцерна щебенистая (лат. Medicago saxatilis) — вид растений семейства Бобовые (Fabaceae). 

## Описание
Многолетнее травянистое растение высотой 15 − 25 см. Стебли восходящие или простертые, обычно сильно разветвлённые, хорошо облиственные, грубоватые, жесткие, при основании древеснеющие, прижатоволосистые. Прилистники ланцетно-линейные, цельнокрайние или с небольшими зубчиками при основании. Листья узко-обратно-клиновидные или почти линейные, по верхнему краю слегка зубчатые, с жилками, покрыты редкими волосками, длиной 5 − 10 мм и шириной до 3 мм; листочки продолговато-клиновидные или обратнояйцевидные, узко-клинообразные, на верхушке выемчатые; снизу волосистые, длиной 5 − 12 мм и шириной 3 − 4 мм. 
Соцветие − головчатая кисть с 4-8 цветками. Цветки около 12 мм длиной. Прицветнички шиловидные, едва достигающие половины длины цветоноса. Цветоносы очень тонкие, меньше чашечеи Венчик 5 − 10 мм, ярко оранжево-желтого или соломенно-желтого цвета. Флаг большой, превышающий  крылья и лодочку одинаковых размеров. Чашечка колокольчатая, густо-опушенная белыми волосками, имеет 5 жилок. Бобы диаметром 5 − 6 мм, свернутые в 2-4 оборота, с просветом посредине, по краю с прямыми шипиками, слабо опушенные. Перекрестно опыляемое растение. Цветет с  мая по июль, плодоносит с июля по сентябрь. 
Диплоидное число хромосом 2n = 48. Описана из Крыма. Типовой экземпляр хранится в Санкт-Петербурге.

## Ареал
Мезоксерофит, петрфоит. Произрастает на открытых известняковых склонах. Эндемик Горного Крыма. Встречается в западной части внешней гряды Крымских Гор от Севастополя до Симферополя. 

## Охранный статус
Занесена в Международную Красную книгу со статусом Endangered species «Вымирающий вид». Лимитирующими факторами являются лесозаготовка, добыча камня и туризм в местах произрастания. 

## Использование
Используется как кормовое и противоэрозивное растение. Благодаря скрещиваемости с Medicago sativa может служить донором хозяйственно-ценных признаков. 